# Alphonse Leveaux
Alphonse Leveaux  (* 25. April 1810 in Paris; † 10. Februar 1893 in Compiègne) war ein französischer Schriftsteller und Literaturgeschichtler.

## Leben und Werk
Leveaux, seit seiner Jugend Freund von Eugène Labiche, mit dem er eine Italienreise unternahm, gehörte zu den zahlreichen Mitautoren von dessen Theaterstücken, nahm aber (zur Vermeidung des wortspielhaften Labiche/Leveaux  = La biche/Le veau) bis 1869 das Pseudonym  „Alphonse Jolly“  an. 1852 ließ er sich in Compiègne nieder, wurde Direktor des Musée Antoine Vivenel und städtischer Beigeordneter (von 1875 bis 1876 auch ersatzweise Bürgermeister). Er wirkte als Hilfsbibliothekar (neben Jean-Joseph-François Pellassy de L’Ousle) im Schloss  Compiègne und schrieb Bücher über Montaigne, La Fontaine, Molière, sowie über das französische Theater des 19. Jahrhunderts.

## Werke

### Alphonse Jolly
- Italie et Sicile. Journal d'un touriste, Paris, Dagneau, 1854 (Reisebericht, ausgehend von Nîmes über Arles, Marseille, Toulon, Fréjus, Cannes, Nizza, Genua usw.).
- Les Lectures de l'oncle Robert, avec notes et commentaires, Paris,  Agence générale de librairie, 1868 (Zitatensammlung).
- Six mois du Monde illustré, Compiègne, Valliez, 1869.

### Alphonse Jolly (mit Eugène Labiche)
- Un ami acharné. Comédie-vaudeville en 1 acte, Paris, Michel Lévy, 1853.
- Le Baron de Fourchevif. Comédie en un acte, Paris, Librairie théâtrale, 1859.
- La Grammaire. Comédie-vaudeville en 1 acte, Paris, Librairie dramatique, 1867.
- Le fin mot. Comédie vaudeville en un acte, Compiègne, Valliez, 1868.

### Alphonse Leveaux
- Étude sur les "Essais" de Montaigne, Paris, Plon, 1870.
- De la Poésie dans les fables de La Fontaine, Paris, Plon, 1873.
- Nos théâtres de 1800 à 1880. La tragédie, le drame, la comédie, l'opéra français, l'opéra italien, l'opéra comique, le vaudeville, les ballets, l'opérette, la féerie, les revues, la parodie, la pantomime,  Paris, Tresse et Stock, 1881–1886.
- Le théâtre de la cour à Compiègne pendant le règne de Napoléon III, Paris, Tresse, 1882–1885.
- L'Enseignement moral dans les comédies de Molière, Compiègne, Mennecier, 1883.